# Richard E. Dickerson
Richard Earl Dickerson (* 8. Oktober 1931 in Casey (Illinois); † 14. Mai 2025) war ein US-amerikanischer Biochemiker.

## Leben und Wirken
Dickerson studierte Chemie am Carnegie Institute of Technology mit dem Bachelor-Abschluss 1953 und wurde 1957 an der University of Minnesota in Physikalischer Chemie bei William Lipscomb promoviert mit einer Dissertation über Borhydride. Als Post-Doktorand war er 1958/59 an der Universität Cambridge (Cavendish Laboratory) bei John C. Kendrew und 1957/58 an der University of Leeds als National Science Foundation Fellow. 1959 wurde er Assistant Professor an der University of Illinois und 1963 Associate Professor für physikalische Chemie und später Professor am Caltech. Ab 1981 war er Professor an der University of California, Los Angeles, wobei er sowohl in der Fakultät für Chemie und Biochemie lehrte als auch in der für Geophysik und Planetologie. Von 1983 bis 1994 war er Direktor des Molecular Biology Institute.
1997/98 war er Gastprofessor in Oxford. Dort erhielt er 1998 einen M.A.
Er studierte am Caltech die Evolution des Moleküls Cytochrom c bei Bakterien, Fischen und Säugern. Dabei konnte er zur Aufklärung der Prinzipien der Evolution auf molekularer Ebene beitragen und war in der Folge auch Experte in Gerichtsverhandlungen zu Versuchen von Kreationisten, die Schulcurricula zu ändern.
Dickerson führte als Erster eine Einzelkristall-Röntgenstrukturanalyse von B-DNA durch mit dem nach ihm benannten Dickerson-Dodecamer (Basenfolge C-G-C-G-A-A-T-T-C-G-C-G). Neben den verschiedenen Doppelhelixformen der DNA (neben B auch A und Z) untersuchte er Komplexe aus DNA und Proteinen (zum Beispiel Repressoren, Restriktionsenzymen, verschiedene Kontrollenzyme wie die Fis- und Hin-Proteine bei Salmonellen, Reverse Transkriptase des HIV) und DNA und Medikamenten wie solchen gegen Krebs wie die Alkylanzien Netropsin, Distamycin, Anthramycin oder gegen HIV.
Er war auch Autor mehrerer Lehrbücher.
1989 erhielt er den Dickson Prize in Science. Er war Mitglied der National Academy of Sciences (1985), Fellow der American Association for the Advancement of Science (1988) und Mitglied der American Academy of Arts and Sciences (1985).
Er war seit 1956 mit Lola Dickerson verheiratet und hatte fünf Kinder.

## Schriften

### Bücher
- mit Irving Geis: Chemie: - eine lebendige und anschauliche Einführung, Wiley-VCH 1981, 1990, 1999 (Übersetzer Barbara Schröder)
- mit Harry B. Gray, Gilbert P. Haight: Prinzipien der Chemie, De Gruyter 1978, 2. Auflage 1988 (Übersetzt und bearbeitet von Hans-Werner Sichting)
- englisches Original: Chemical Principles, Benjamin-Cummings, 1974, 3. Auflage 1979
- mit Irving Geis: The structure and action of proteins, Harper and Row 1969
  - Deutsche Übersetzung: Struktur und Funktion der Proteine, Wiley-VCH 1971, 1984 (Übersetzer und Bearbeiter Barbara Schröder, Henning Hopf)
- Molecular Thermodynamics, Benjamin 1969
- Present at the Flood: How Structural Molecular Biology Came About, Sinauer Associates

### Aufsätze (Auswahl)
- The structure and history of an ancient protein, Scientific American, April 1972 (zu Cytochrome C)
- Cytochrome c and the Evolution of Energy Metabolism, Scientific American, März 1980
- Chemical evolution and the origin of life, Scientific American, September 1978
- The DNA Helix and how it is read, Scientific American, Dezember 1983
- mit W. L. Walker, M. L. Kopka, M. E. Filipowsky, D. S. Goodsell: Design of B-DNA Crosslinking and Sequence-Reading Molecules., Biopolymers, Band 35, 1994, S.  543–553.
- mit D. S. Goodsell, H. L. Ng, M. L.  Kopka, J. W. Lown: Structure of a dicationic monoimidazole lexitropsin bound to DNA,. Biochemistry, Band 34, 1995, S. 16654–16661.
- mit D. S. Goodsell, M. L. Kopka: Refinement of netropsin bound to DNA: bias and feedback in electron density map interpretation, Biochemistry, Band 34, 1995, S.  4983–4993.